# لنتی
لِنتی (به مجاری:  Lenti) یک منطقهٔ مسکونی در مجارستان است که در ناحیه لنتی واقع شده‌است. لنتی ۷۳٫۸۰ کیلومتر مربع مساحت و ۸٬۵۴۱ نفر جمعیت دارد.

## خواهرخوانده
شهرهای بد رادکرزبورگ، لنداوا و مورسکو سردیشچه خواهرخوانده‌های لنتی هستند.